# Eduardo Jayme Talassi
Eduardo Jayme Talassi (Lisboa, 1851 - idem. 1874), fou un compositor portuguès.
Era besnet del poeta Àngel Talassi i va estudiar al Conservatori de la seva ciutat natal i fou primer trompa de l'orquestra del Teatro Nacional de São Carlos. A banda d'algunes composicions per aquell instrument, deixà tres Misses, un Te Deum i altres obres de caràcter religiós entre elles potser la seva obra cabdal; la Novena de Nossa Senhora da Conceição: a quatre veus i Orquestra (1870).